# Tommy Tallstig
Kaj Tommy Tallstig, född 2 januari 1959 i Nora bergsförsamling, Örebro län, är en svensk målare verksam i Stockholm.
Han var den förste att arrangera en bildutställning om Cornelis Vreeswijk i Sverige (1993). Han målar främst i olja och akvarell men gör även saker i trä och andra material. Tallstig målar oftast utifrån ett tema. Olika teman har varit exempelvis August Strindberg, Cornelis Vreeswijk, Stockholm och kvinnor. Han har målat en serie med amerikanska muskelbilar i olja som han vunnit internationellt pris med. Tallstigs debut skedde på Strindbergsmuseet där han ställde ut tillsammans med bland andra Hans Viksten och Thomas Dellert 1987.
Tommy Tallstig finns representerad på Saatchi Gallery i London och Karolinska sjukhuset i Solna. Han har även ställt ut på Prince of Wales museum i Bombay och Museum of Fine Arts i Chandigarh i norra Indien.
Tallstig har avporträtterat en stor del av den svenska musikeliten i en utställning kallad "Hjältar på Söder". Några av artisterna som ingår i utställningen är Plura Jonsson, Stefan Sundström, Max Schultz, Dogge Doggelito, Conny Bloom, Kenny Håkansson, Bill Öhrström och Rolf Wikström. Han har målat av dessa personer i olja på duk.
År 2011 gjorde Tallstig en booklet till Dogge Doggelitos album "Större än någonsin" som sammanfattar Dogges liv.
På 1970-talet hade Tommy Tallstig ett punkband som hette Ugly Spots. Punkbandet Sex Pistols tog därefter namnet Ugly Spots som sedan blev SPOTS, Sex Pistols On Tour, till sitt fiktiva namn när de skulle boka bland annat hotellrum och spelningar eftersom de inte kunde boka i sitt eget namn, som var alltför ökänt. Ett annat band som också "lånade" namnet Ugly Spots var de som senare blev Ultima Thule.

## Galleri

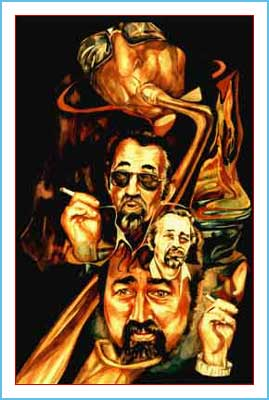
Cornelis Jazz
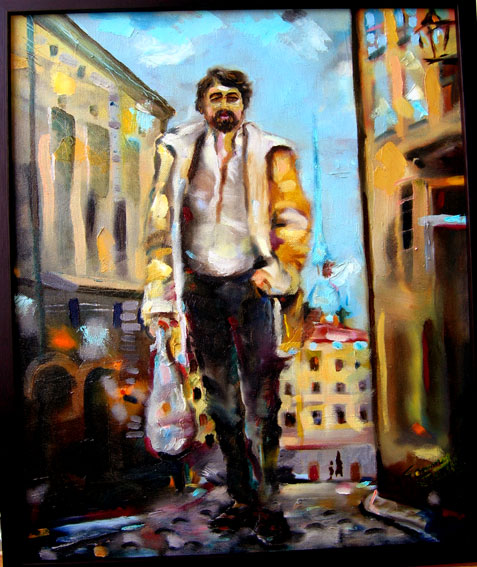
Cornelis i Gamla stan
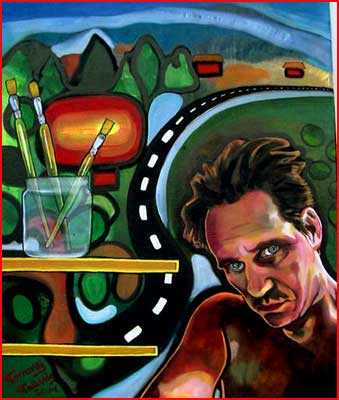
Självporträtt
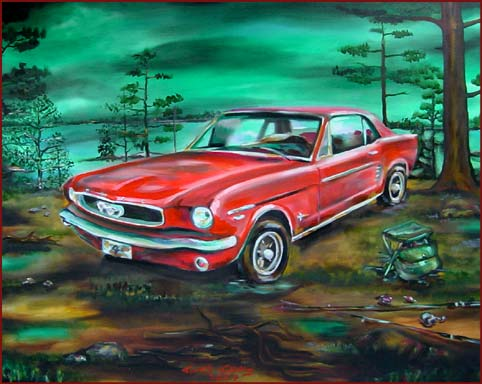
Mustang 66
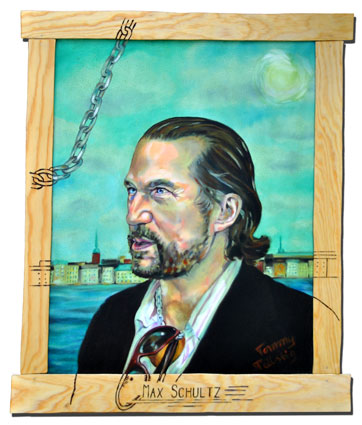
Porträtt av gitarristen Max Schultz